# 工藤真帆
工藤 真帆（くどう まほ、2004年8月5日 - ）は、日本の女子バレーボール選手である。

## 来歴
北海道登別市出身。母の影響で小学4年生からバレーボールを始めた。小学生のときはセッターを務め、中学時代はアタッカーを務めた。
2020年、札幌山の手高等学校に進学。高校では再びセッターを務めた時期もあったが、2年時にレシーブ力を買われてリベロに転向した。2022年、全国高等学校総合体育大会（インターハイ）での活躍がプレステージ・インターナショナルアランマーレ（アランマーレ山形）の監督である北原勉の目に留まり、2022-23シーズン、V.LEAGUE DIVISION2 WOMEN（V2女子）に所属する同チームの内定選手となった。全日本高等学校選手権大会（春高バレー）には1年時と3年時に出場した。
2023年、高校卒業後に、アランマーレに入団した。アランマーレはその後V1昇格を果たし、工藤は入団1シーズン目となる2023-24シーズンにV1女子の試合に出場し、V1でVリーグデビューを果たした。
2025年5月20日、2024-25シーズン限りでの退団が発表された。翌21日に自由交渉選手として公示。6月に群馬グリーンウイングス入団が発表された。

## 所属チーム
- 札幌山の手高等学校（2020-2023年）
- プレステージ・インターナショナルアランマーレ/アランマーレ山形（2023-2025年）
- 群馬グリーンウイングス（2025年-）